# Gustavo Borges
Gustavo França Borges (Ribeirão Preto, 2 dicembre 1972) è un ex nuotatore brasiliano.
Ha vinto quattro medaglie in tre diverse edizioni olimpiche: Atlanta 1996, Sydney 2000 e Atene 2004.

## Palmarès
- Olimpiadi

Barcellona 1992: argento nei 100m sl.
Atlanta 1996: argento nei 200m sl e bronzo nei 100m sl.
Sydney 2000: bronzo nella 4x100m sl.
- Mondiali

Roma 1994: bronzo nei 100m sl e nella 4x100m sl.
- Mondiali in vasca corta

Palma di Majorca 1993: oro nella 4x100m sl, argento nei 100m sl e bronzo nella 4x200m sl.
Rio de Janeiro 1995: oro nei 200m sl e nella 4x100m sl, argento nei 100m sl e bronzo nella 4x200m sl.
Göteborg 1997: oro nei 200m sl e argento nei 100m sl.
Mosca 2002: argento nei 200m sl.
- Giochi panamericani

L'Avana 1991: oro nei 100m sl e nella 4x100m sl, argento nei 200m sl e nella 4x200m sl e bronzo nei 50m sl.
Mar del Plata 1995: oro nei 100m sl e nei 200m sl, argento nella 4x100m sl e nella 4x200m sl.
Winnipeg 1999: oro nei 200m sl, nella 4x100m sl e nella 4x100m misti, argento nella 4x200m sl e bronzo nei 100m sl.
Santo Domingo 2003: oro nella 4x100m sl, argento nella 4x200m sl e nella 4x100m misti e bronzo nei 100m sl.
- Universiadi

Fukuoka 1995: argento nei 100m sl e nella 4x100m sl.